# Henri Toivonen
Henri Toivonen (25 de agosto de 1956 — 2 de maio de 1986) foi um piloto de rali nascido em Jyväskylä, na Finlândia.
O seu pai, Pauli Toivonen, foi Campeão Europeu de Ralis em 1968, tendo ganho provas como o Monte-Carlo, 1000 Lagos ou Acrópole. Henri Toivonen aprendeu a conduzir aos 5 anos e apesar das suas ligações aos ralis, iniciou a carreira nos karts. Conseguiu alguns títulos mas a sua paixão eram os ralis e por isso dedicou-se a eles a tempo inteiro mais tarde. O seu kart foi vendido aos pais de um rapaz de 6 anos chamado Mika Häkkinen, que curiosamente se viria a sagrar Campeão Mundial de F1 por duas vezes.

## Carreira como piloto de ralis
Toivonen estreou-se no WRC com 19 anos, na prova do seu país onde viria a desistir ao volante de um Simca Rallye 2, tendo a seu lado Antero Lindquist.
O seu problema era o estilo de condução demasiado exuberante que fazia com que os muitos acidentes não deixassem aparecer os resultados do seu ritmo em prova e que fizeram com que trocasse de navegador por várias vezes. Numa altura em que ninguém esperava um Toivonen capaz de ganhar o RAC, eis que o rapaz de apenas 24 anos e 86 dias vence o rali com 4 minutos de avanço sobre Hannu Mikkola. Toivonen tornava-se assim o mais jovem piloto de sempre a vencer um rali do WRC, um recorde que só viria a ser batido em 2008 por Jari-Matti Latvala.
Em 1982 Toivonen entra na equipa da Opel fazendo equipa com Ari Vatanen, Walter Rohrl e Jimmy Mcrae mas tem dificuldades em adaptar-se ao Ascona 400. No ano seguinte passa a guiar o Manta 400 com mais sucesso mas com algumas desistências. Nesse mesmo ano faz o Rali San Marino ao volante de um Ferrari 308 GTB e ainda algumas provas.
Em 1984 esteve para ir para a Peugeot-Talbot mas acabou por ficar na Porsche no Campeonato Europeu de Ralis com a assistência da Prodrive, uma nova preparadora de David Richards. Nesse mesmo ano guiou um 037 pela Lancia em 3 ralis do WRC.
Em 1985 com a Lancia, começa a temporada com um violento acidente no Rali Costa Esmeralda a contar para o europeu. Nesse mesmo ano Henri e Markku Alén perdem o seu companheiro de equipa Attilio Bettega no Tour Course. Depois de recuperar do acidente de início de temporada, Toivonen regressou com bons resultados mesmo que o 037 não favorecesse o seu estilo de condução e tivesse muito menos potência que o Peugeot ou o Audi. Ainda nessa temporada, no último rali, o RAC, é estreado o Lancia S4 com o qual Henri Toivonen ganha a prova com Alén a secunda-lo com o mesmo carro.
A temporada de 1986 começa com uma vitória expressiva de Toivonen no Rali de Monte Carlo. O seu pai havia ganho aquela prova 20 anos antes, agora Henri estreava um novo navegador, Sergio Cresto. No Rali da Suécia desiste e no Rali de Portugal abandona a prova em protesto pelas condições da prova, depois do acidente de Joaquim Santos que causou vítimas mortais.

## Acidente mortal
No Tour de Corse, Henri estava doente com gripe, mas insistiu em guiar, depois de não pontuar nos dois últimos ralis. Ele estava exausto e tomava um medicamento para a dor de garganta, era difícil manter o S4 em estrada, era demasiada potência para um rali como o Tour de Course. Mesmo assim, ele já liderava a prova com alguma vantagem, mas no 18º terço não evitou uma saída de estrada numa curva sem proteção. O Lancia caiu numa ravina e embateu numa árvore que causou uma explosão da qual Henri e Sergio não conseguiram escapar em 2 de maio de 1986.
Poucas horas depois Jean-Marie Balestre e a FISA decidiram banir os Grupo B para a temporada seguinte. Mais tarde ficou provado que os Grupo B eram mais rápidos que os reflexos dos pilotos.